# Vegar Landro
Vegar Landro (Bergen, 21 febbraio 1983) è un ex calciatore norvegese, di ruolo difensore.

## Carriera

### Club

#### Brann
Landro ha debuttato nell'Eliteserien con la maglia del Brann. Il 9 maggio 2002, infatti, è subentrato a Petter Furuseth Olsen nella vittoria per 4-1 contro lo Stabæk. Ha collezionato un'altra presenza nella massima divisione norvegese, prima di essere ceduto. È rimasto in squadra per un biennio, collezionando complessivamente 3 presenze con questa maglia.

#### Kongsvinger
Nel 2004, è passato al Kongsvinger. Ha esordito in 1. divisjon il 12 aprile, nella vittoria per 2-0 sullo Skeid. È rimasto in squadra per circa un anno e mezzo, totalizzando complessivamente 23 presenze tra campionato e coppa, senza alcuna marcatura all'attivo.

#### Løv-Ham
Si è poi trasferito al Løv-Ham. Il primo incontro con la nuova casacca fu datato 3 luglio 2005, quando è stato titolare nella sconfitta per 1-0 contro lo Stabæk. È stato in forza al Løv-Ham fino al termine del campionato 2006.

#### Bryne
Nel 2007 è stato ingaggiato dal Bryne. Ha debuttato in squadra il 9 aprile dello stesso anno, nella sconfitta per 2-1 contro il Løv-Ham. Il 22 maggio 2011, ha segnato la prima rete in campionato: è stato autore di una delle marcature che hanno sancito il successo casalingo per 5-0 sullo Strømmen. Il 12 luglio successivo ha rinnovato il contratto che lo legava al club fino al 31 dicembre 2013. Il 26 agosto 2015 ha ulteriormente rinnovato l'accordo con il club, stavolta fino al 31 dicembre 2016. Al termine della 30ª ed ultima giornata del campionato 2016, il Bryne è retrocesso in 2. divisjon in virtù del 13º posto finale in classifica. L'11 novembre successivo, Landro ha ulteriormente rinnovato il contratto con il club fino al 31 dicembre 2017. Il 9 ottobre 2017 ha annunciato il suo ritiro dall'attività agonistica, al termine della stagione.

### Nazionale
Landro ha rappresentato la Norvegia a livello Under-16, Under-17, Under-18, Under-19 e Under-21. Per quanto concerne quest'ultima selezione, ha esordito il 30 marzo 2004, sostituendo Espen Ruud nella sconfitta per 1-0 contro la Serbia.

## Statistiche

### Presenze e reti nei club
Statistiche aggiornate al 27 ottobre 2017.
| Stagione           | Club               | Campionato         | Campionato | Campionato | Coppe nazionali | Coppe nazionali | Coppe nazionali | Coppe continentali | Coppe continentali | Coppe continentali | Supercoppe | Supercoppe | Supercoppe | Totale | Totale |
| Stagione           | Club               | Comp               | Pres       | Reti       | Comp            | Pres            | Reti            | Comp               | Pres               | Reti               | Comp       | Pres       | Reti       | Pres   | Reti   |
| ------------------ | ------------------ | ------------------ | ---------- | ---------- | --------------- | --------------- | --------------- | ------------------ | ------------------ | ------------------ | ---------- | ---------- | ---------- | ------ | ------ |
| 2002               | Brann              | ES                 | 2          | 0          | CN              | 0               | 0               | -                  | -                  | -                  | -          | -          | -          | 2      | 0      |
| 2003               | Brann              | ES                 | 0          | 0          | CN              | 1               | 0               | -                  | -                  | -                  | -          | -          | -          | 1      | 0      |
| Totale Brann       | Totale Brann       | Totale Brann       | 2          | 0          |                 | 1               | 0               |                    | -                  | -                  |            | -          | -          | 3      | 0      |
| 2004               | Kongsvinger        | 1D                 | 14         | 0          | CN              | 3               | 0               | -                  | -                  | -                  | -          | -          | -          | 17     | 0      |
| gen.-lug. 2005     | Kongsvinger        | 1D                 | 4          | 0          | CN              | 2               | 0               | -                  | -                  | -                  | -          | -          | -          | 6      | 0      |
| Totale Kongsvinger | Totale Kongsvinger | Totale Kongsvinger | 18         | 0          |                 | 5               | 0               |                    | -                  | -                  |            | -          | -          | 23     | 0      |
| lug.-dic. 2005     | Løv-Ham            | 1D                 | 14         | 0          | CN              | -               | -               | -                  | -                  | -                  | -          | -          | -          | 14     | 0      |
| 2006               | Løv-Ham            | 1D                 | 20         | 0          | CN              | ?               | ?               | -                  | -                  | -                  | -          | -          | -          | 20+    | 0+     |
| Totale Løv-Ham     | Totale Løv-Ham     | Totale Løv-Ham     | 34         | 0          |                 | 0+              | 0+              |                    | -                  | -                  |            | -          | -          | 34+    | 0+     |
| 2007               | Bryne              | 1D                 | 28         | 0          | CN              | 1+              | 1+              | -                  | -                  | -                  | -          | -          | -          | 29+    | 1+     |
| 2008               | Bryne              | 1D                 | 26         | 0          | CN              | 0+              | 0+              | -                  | -                  | -                  | -          | -          | -          | 26+    | 0+     |
| 2009               | Bryne              | 1D                 | 29         | 0          | CN              | 2+              | 1+              | -                  | -                  | -                  | -          | -          | -          | 31+    | 1+     |
| 2010               | Bryne              | 1D                 | 27         | 0          | CN              | 3               | 0               | -                  | -                  | -                  | -          | -          | -          | 30     | 0      |
| 2011               | Bryne              | 1D                 | 29         | 3          | CN              | 1               | 1               | -                  | -                  | -                  | -          | -          | -          | 30     | 3      |
| 2012               | Bryne              | 1D                 | 30         | 3          | CN              | 2               | 0               | -                  | -                  | -                  | -          | -          | -          | 32     | 3      |
| 2013               | Bryne              | 1D                 | 28         | 0          | CN              | 4               | 0               | -                  | -                  | -                  | -          | -          | -          | 32     | 0      |
| 2014               | Bryne              | 1D                 | 29         | 4          | CN              | 1               | 0               | -                  | -                  | -                  | -          | -          | -          | 30     | 4      |
| 2015               | Bryne              | 1D                 | 29         | 3          | CN              | 3               | 0               | -                  | -                  | -                  | -          | -          | -          | 32     | 3      |
| 2016               | Bryne              | 1D                 | 28         | 0          | CN              | 1               | 0               | -                  | -                  | -                  | -          | -          | -          | 29     | 0      |
| 2017               | Bryne              | 2D                 | 23         | 0          | CN              | 1               | 0               | -                  | -                  | -                  | -          | -          | -          | 24     | 0      |
| Totale Bryne       | Totale Bryne       | Totale Bryne       | 306        | 13         |                 | 19+             | 2+              |                    | -                  | -                  |            | -          | -          | 325+   | 15+    |
| Totale             | Totale             | Totale             | 360        | 13         |                 | 25+             | 2+              |                    | -                  | -                  |            | -          | -          | 385+   | 15+    |